# هنلی-آن-تیمز
latitudeهنلی-آن-تیمزparishهنلی-آن-تیمزlongitudeهنلی-آن-تیمز
هِنلی‌آن‌تِیمز (به انگلیسی: Henley-on-Thames) یک شهرک در بریتانیا است که در انگلستان واقع شده‌است.

## خصوصیات
هنلی-آن-تیمز ۱۰٬۶۴۶ نفر جمعیت دارد.

## خواهرخوانده
شهر لایشلینگن خواهرخواندهٔ هنلی-آن-تیمز هست.

## نگارخانه

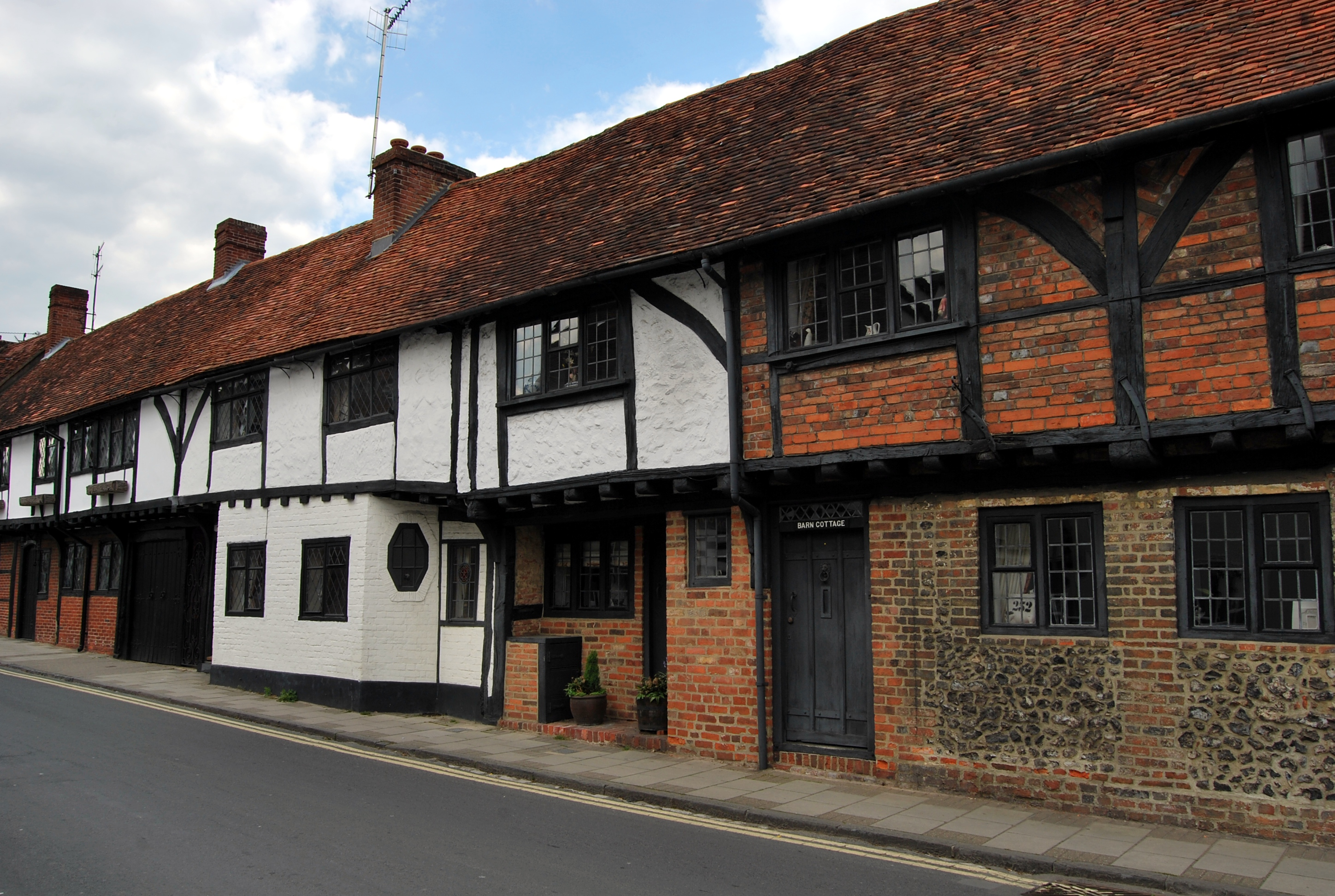
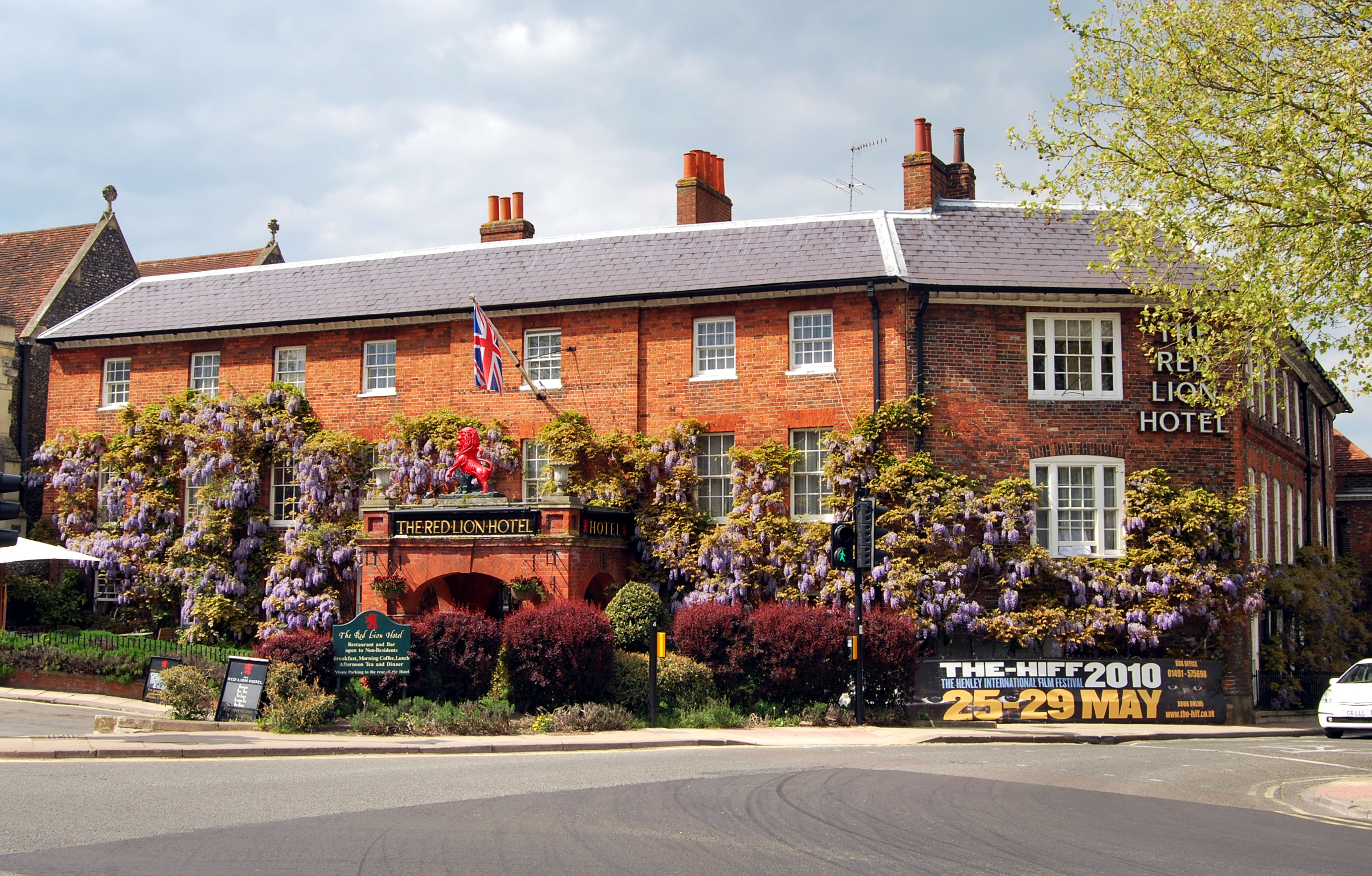
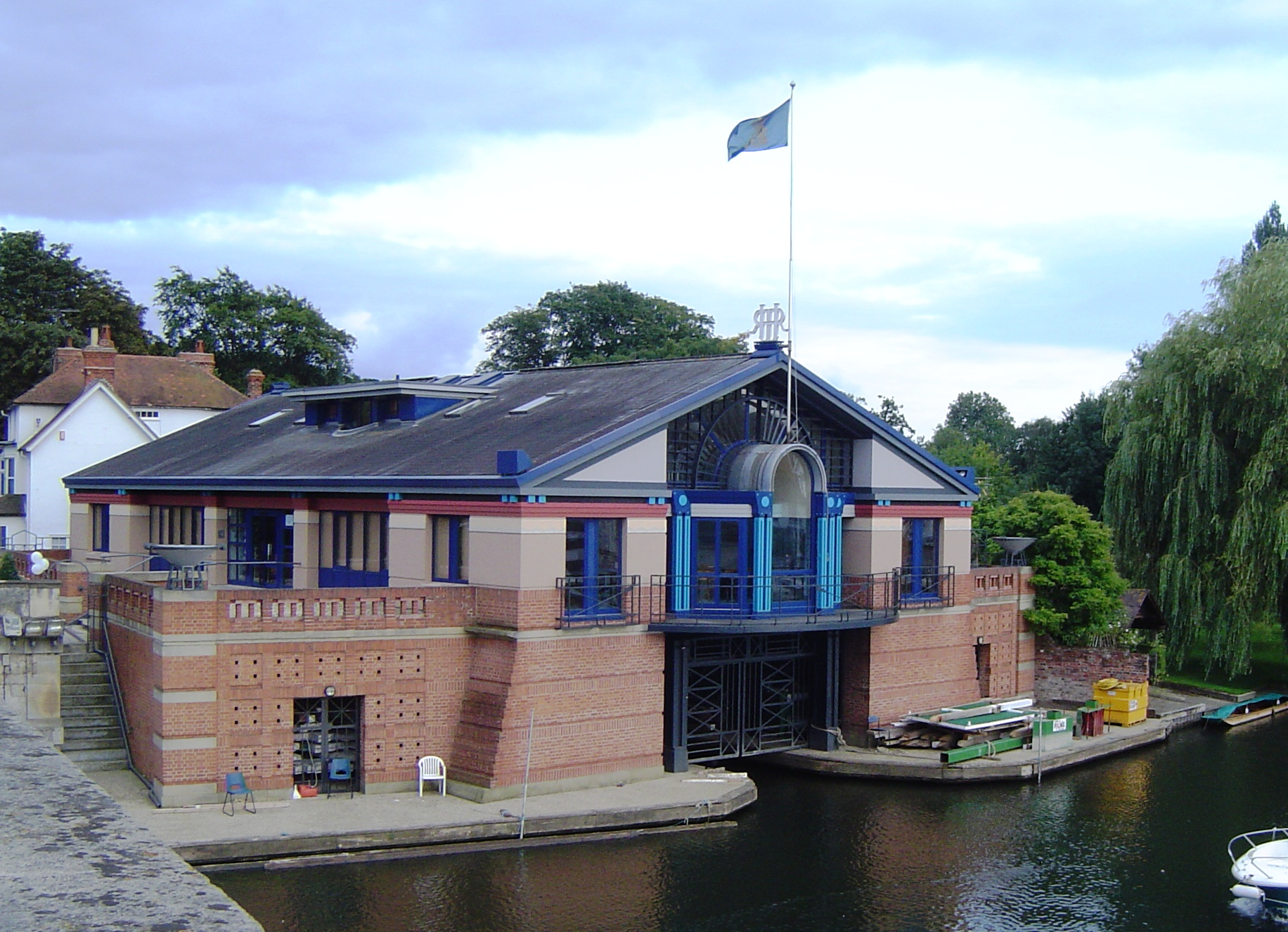
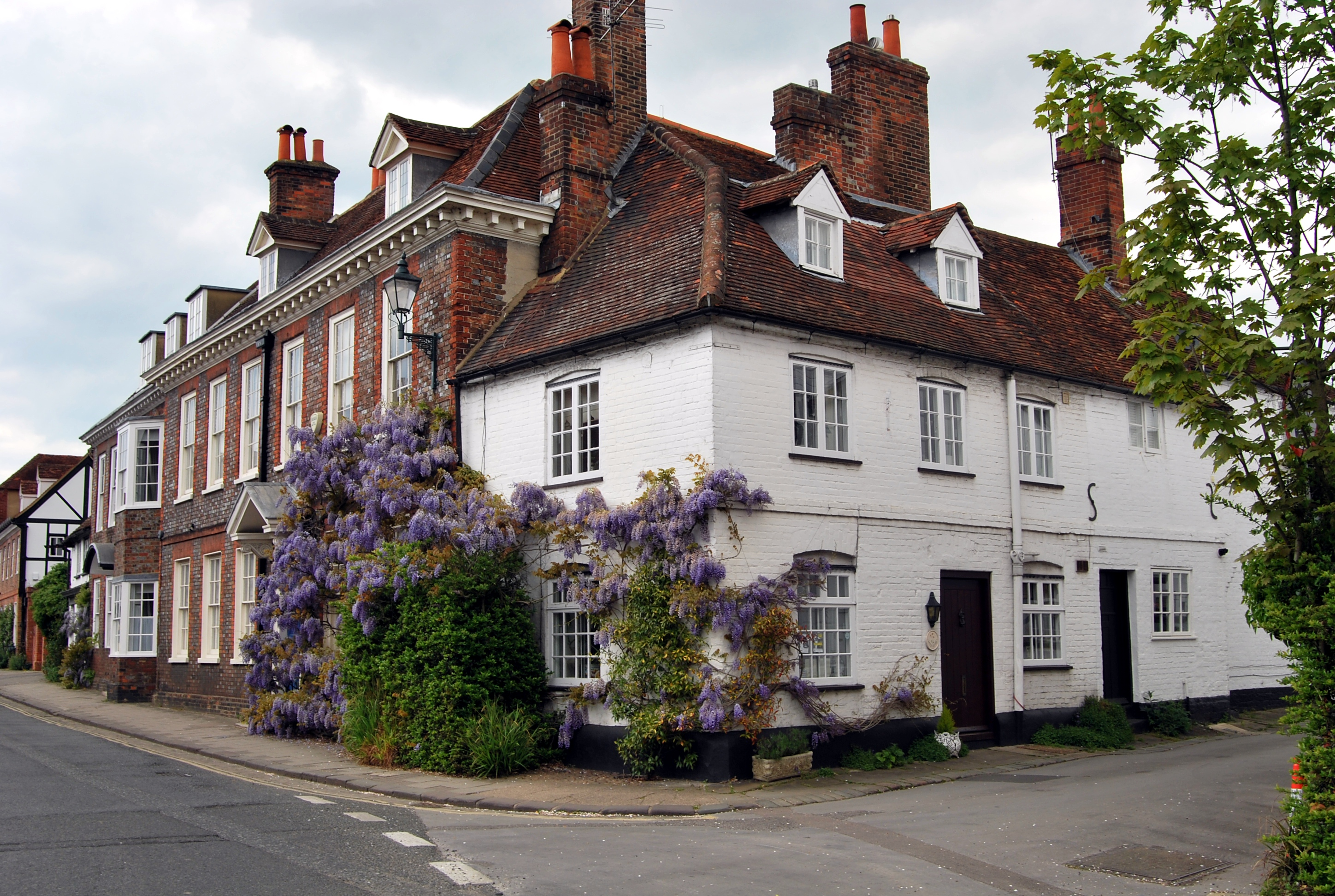
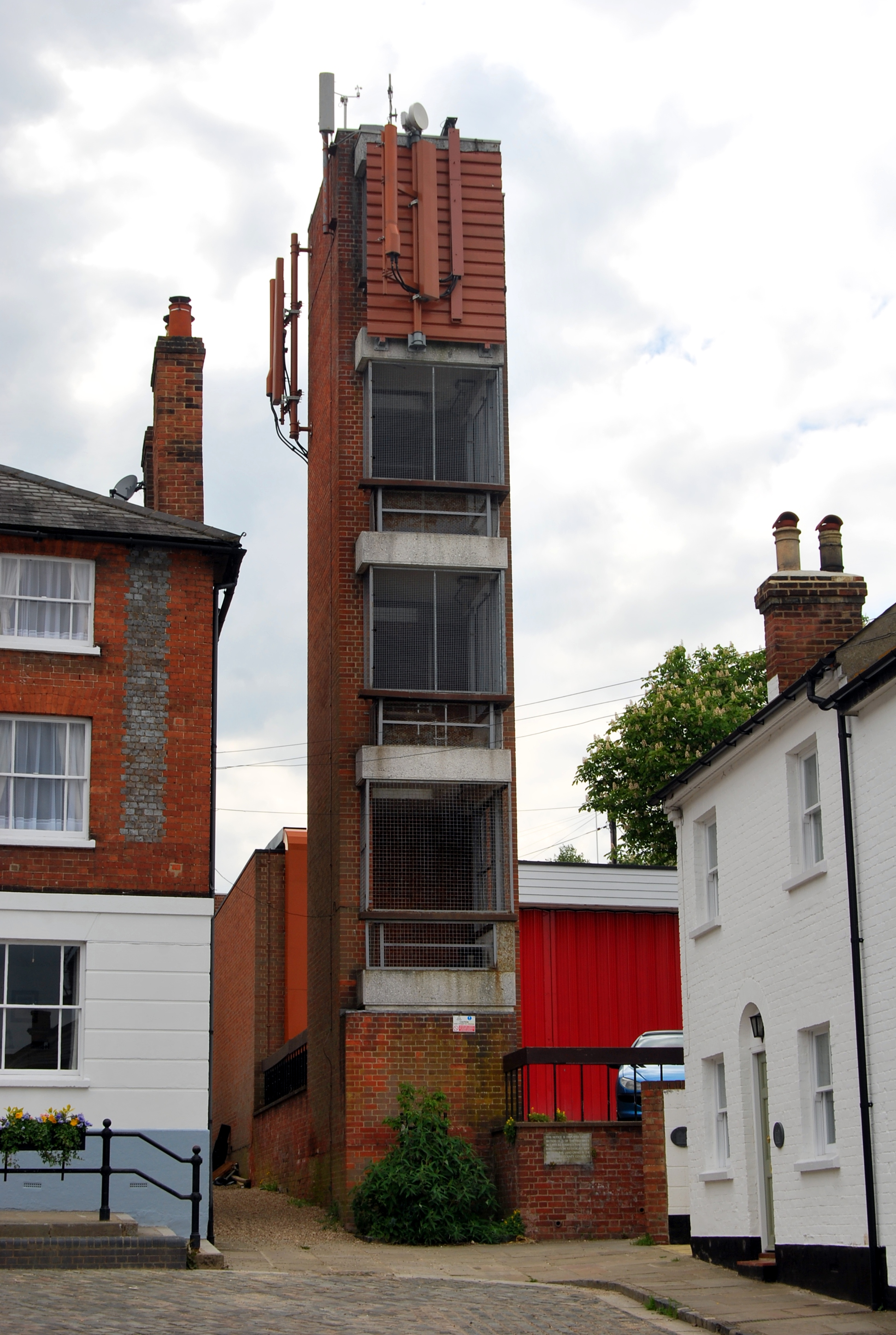
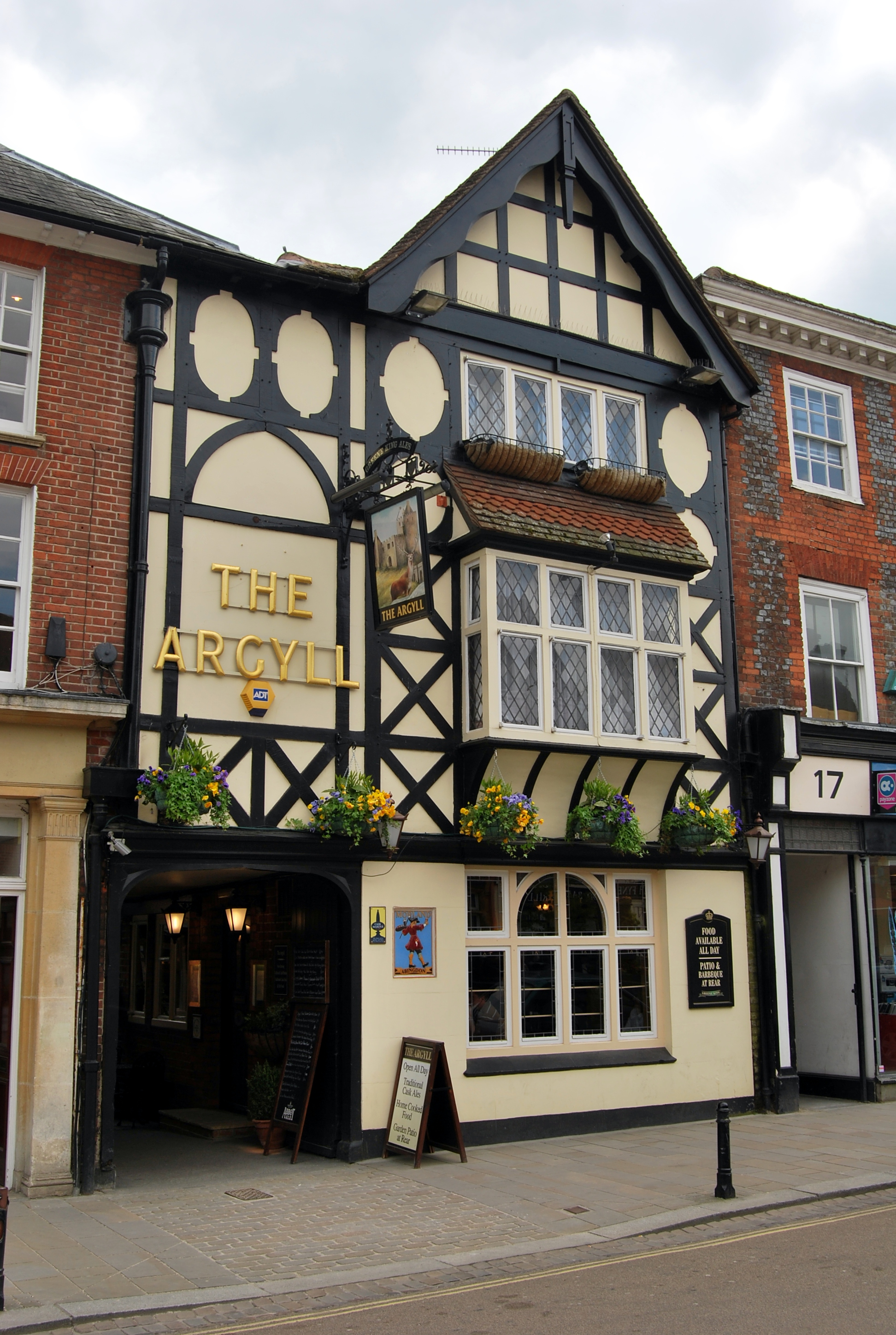
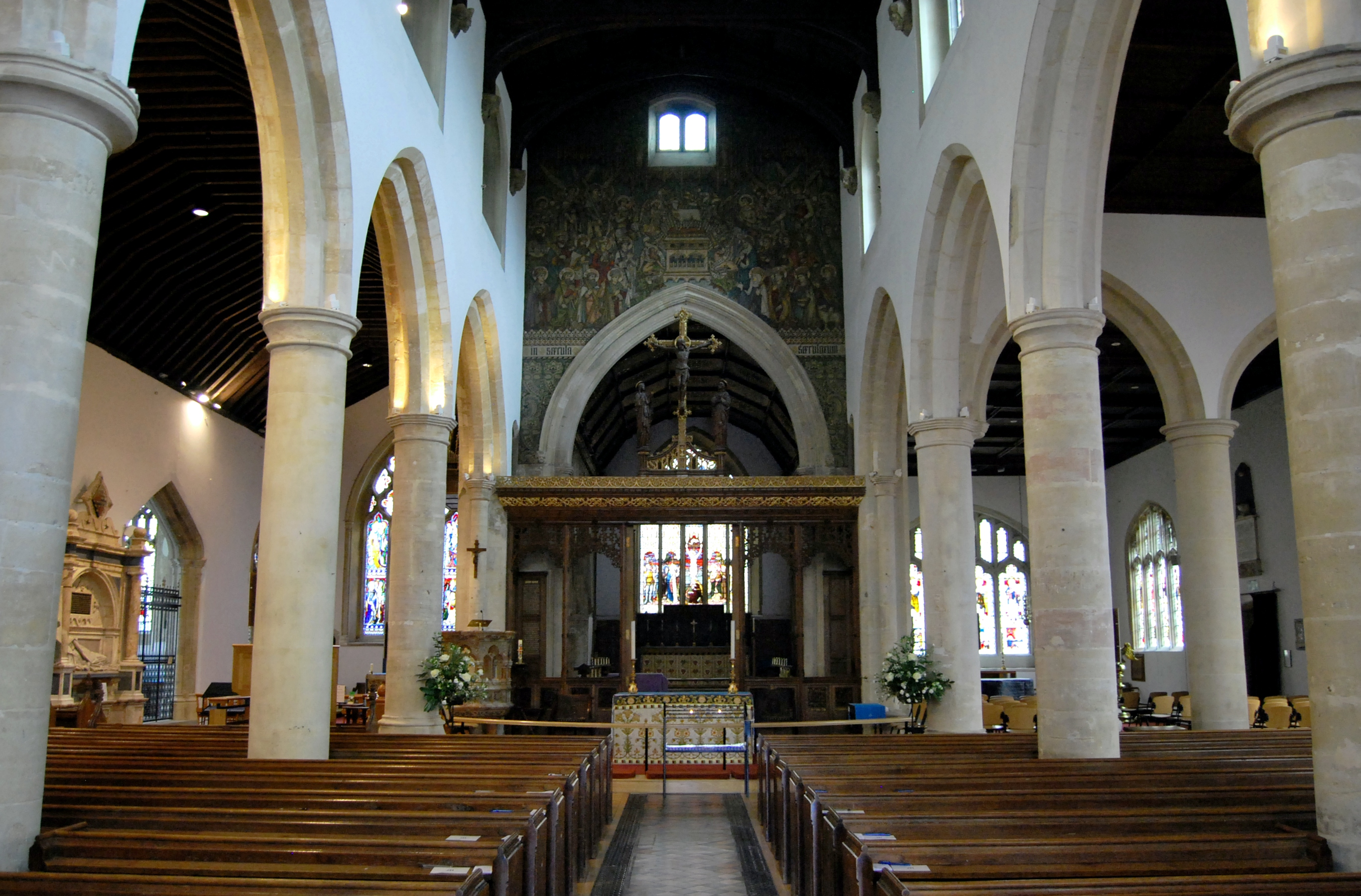
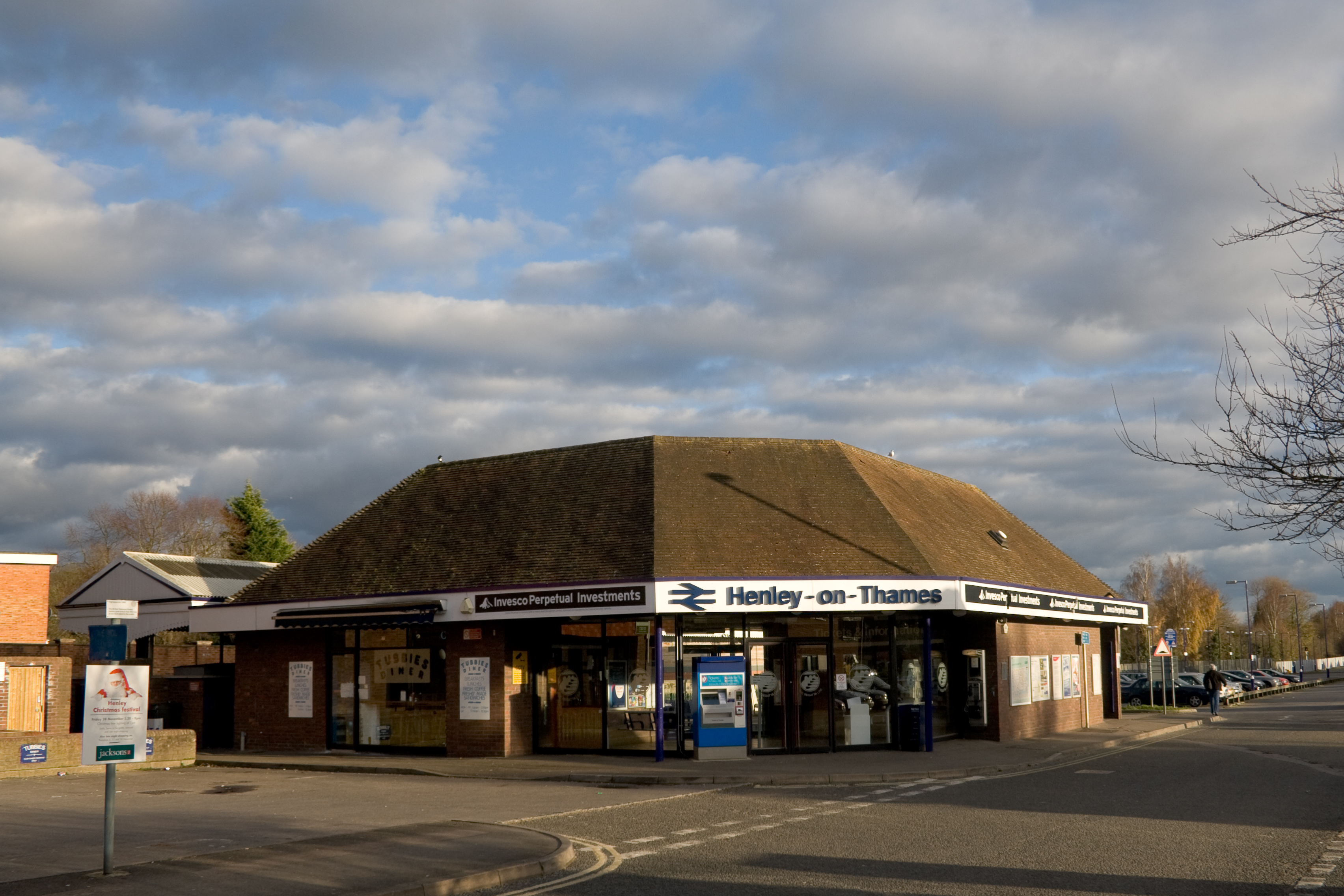
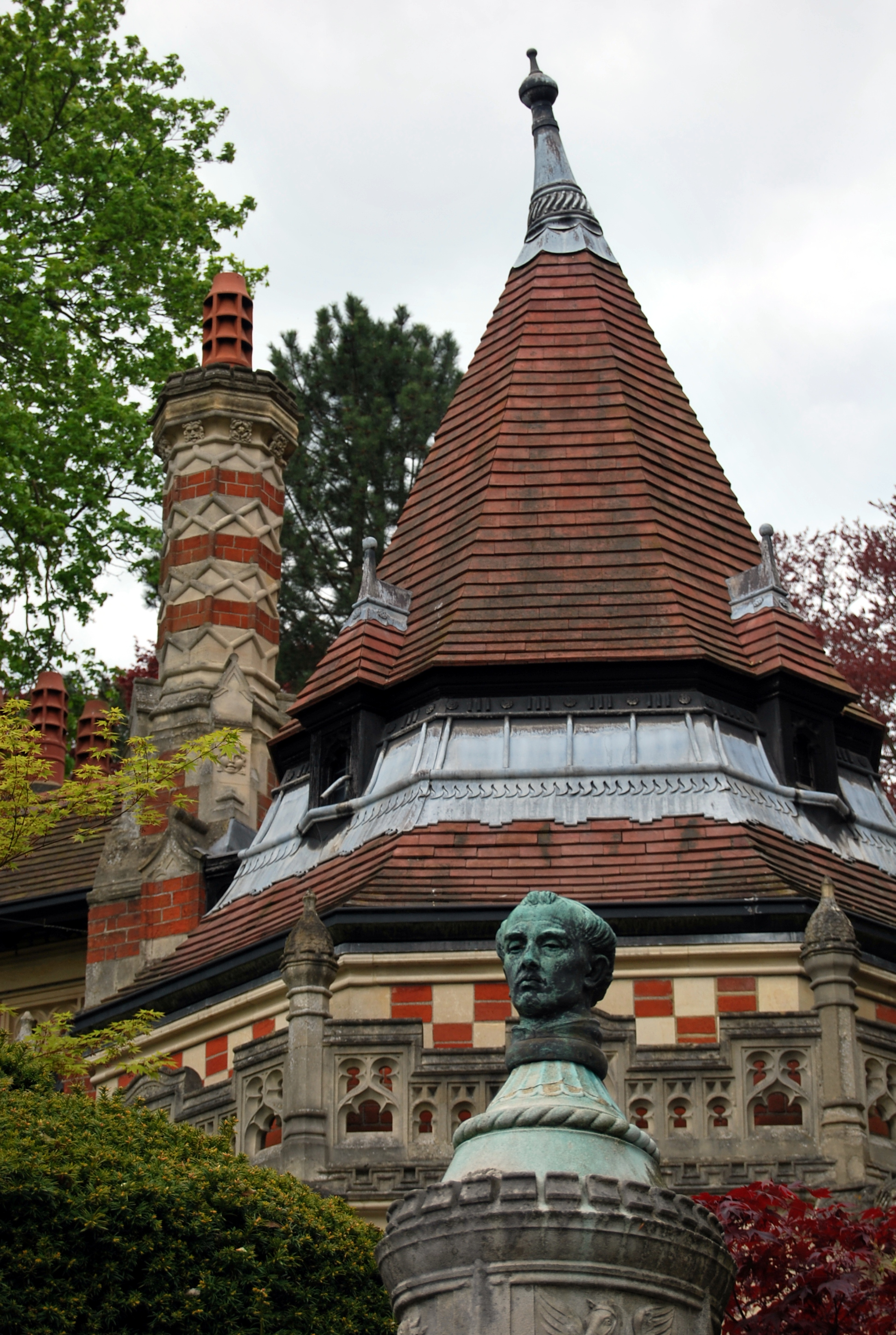
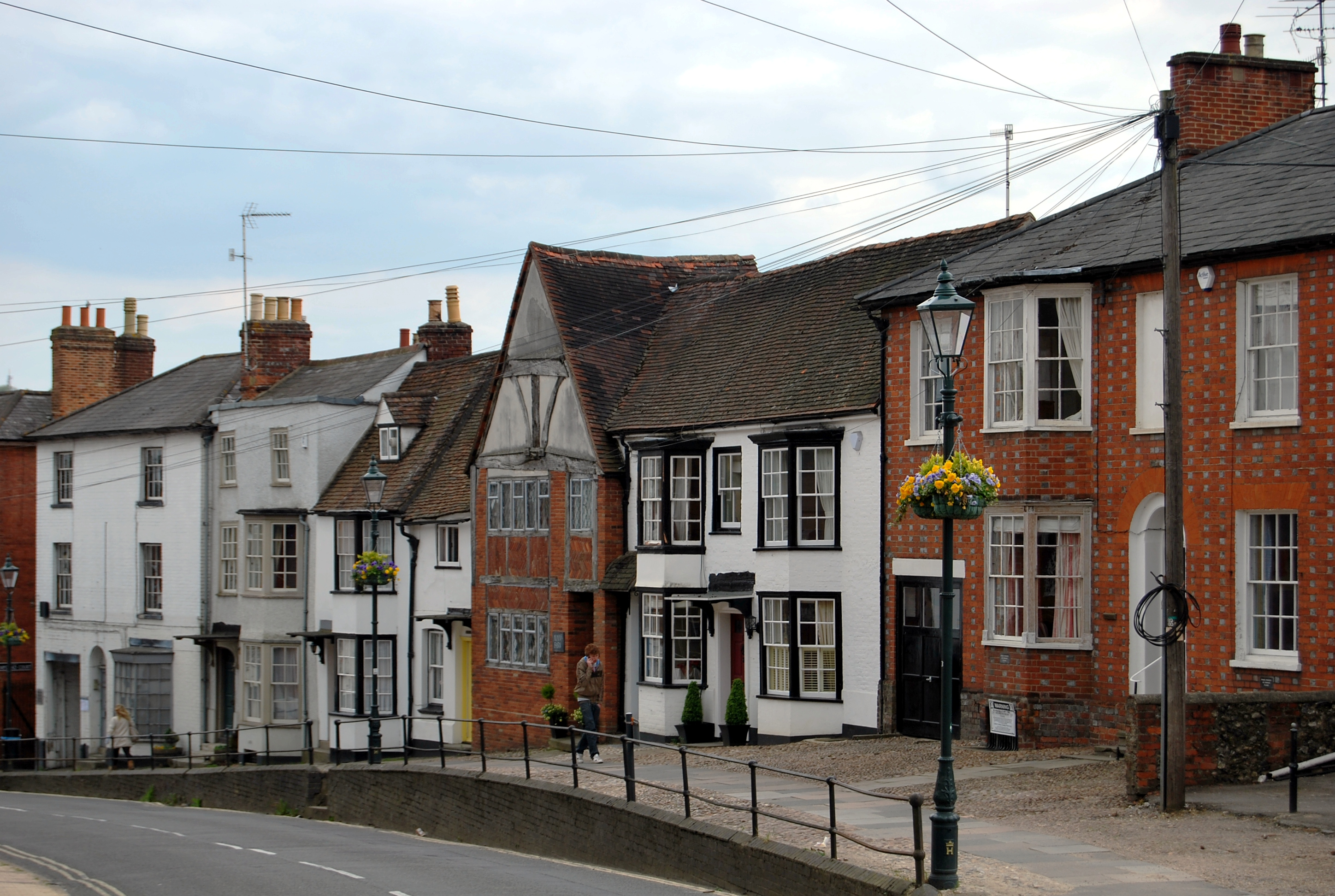
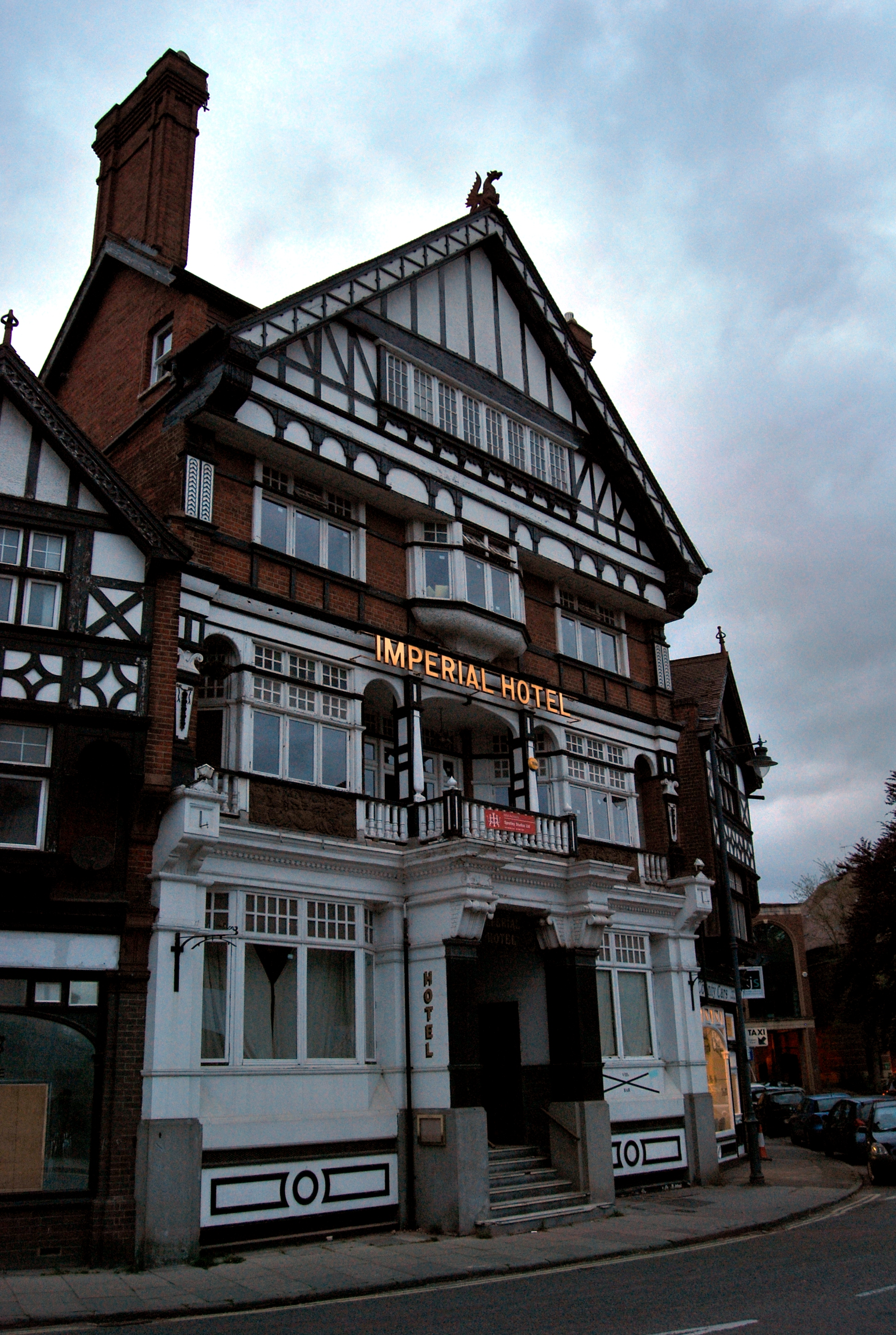
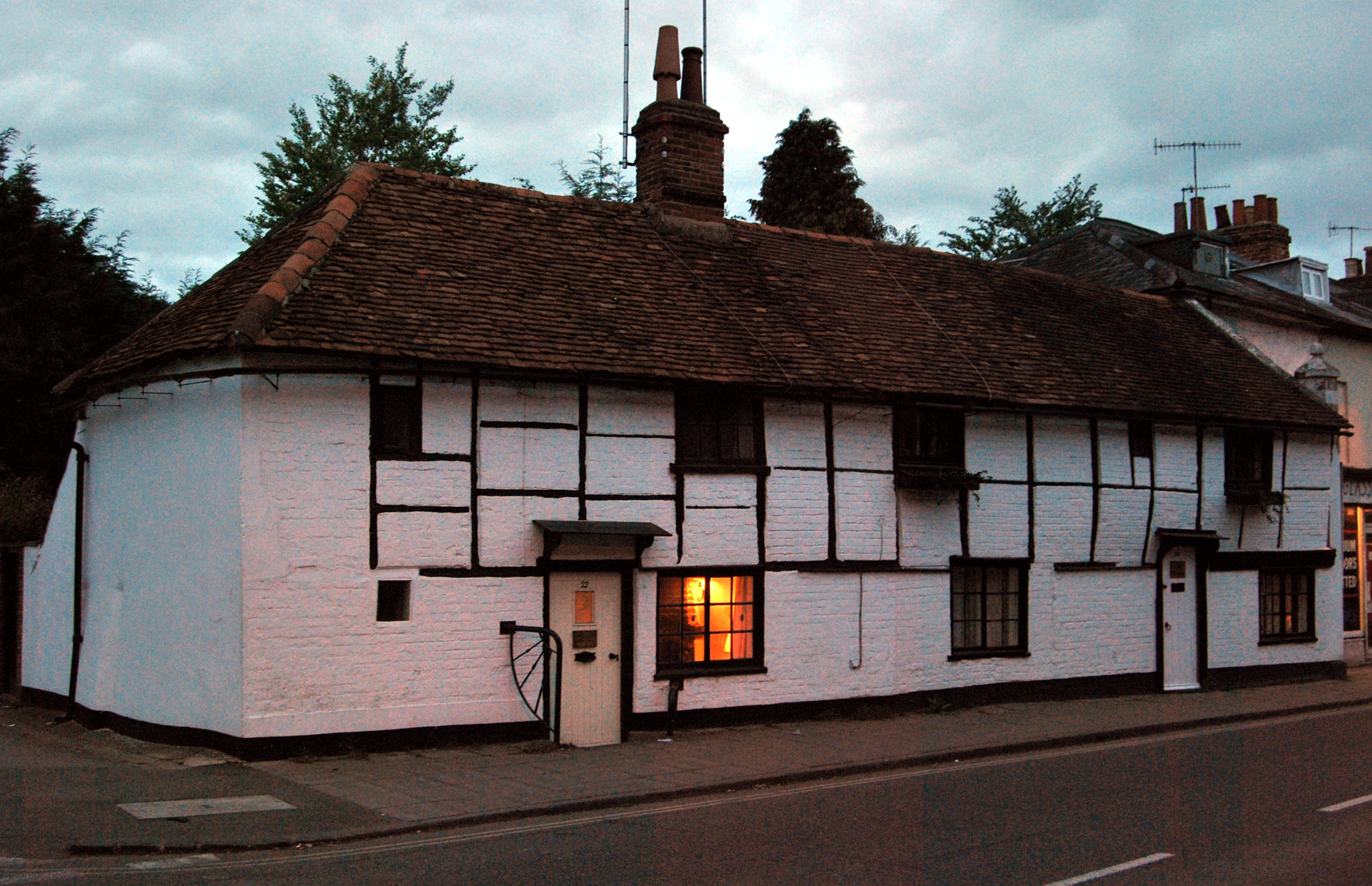